# Кане де Мор
Кане де Мор (фр. Cannet-des-Maures) је насељено место у Француској у региону Прованса-Алпи-Азурна обала, у департману Вар.
По подацима из 2011. године у општини је живело 4128 становника, а густина насељености је износила 56,06 становника/km².

## Демографија
| 1962. | 1968. | 1975. | 1982. | 1990. | 2011. |
| ----- | ----- | ----- | ----- | ----- | ----- |
| 1.063 | 1.435 | 1.699 | 2.320 | 3.126 | 4.128 |